# Synagogan i Hvizdets
Synagogan i Hvizdets var en synagoga i det polsk-litauiska samväldet (nuvarande Ukraina) som uppfördes vid mitten av 1500-talet. Synagogan fick stora skador under första världskriget och totalförstördes av nazisterna år 1941. Synagogan hade ett rikt utsmyckat tak som har rekonstruerats vid Museet för de polska judarnas historia Polin i Warzawa.